# Kludského vila
Kludského vila je sídelní vila v Jirkově, v městské čtvrti Vinařice, postavená ve druhé polovině 19. století v novorenesančním slohu, na adrese Vinařická 363. Svůj název získala po majiteli cirkusu Kludský Karlu Kludském starším, který ji zakoupil roku 1920 a vybudoval zde rodinné sídlo spojené s pozemky tvořící zázemí jeho cirkusového souboru. Od roku 2010 budova slouží jako sídlo Městské knihovny Jirkov.

## Historie

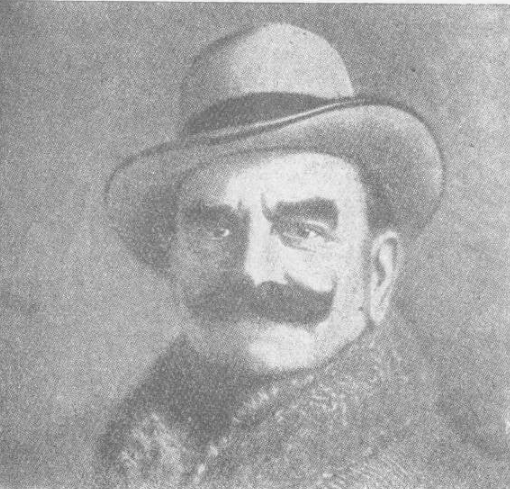
Karel Kludský starší

Výstavbu vily, rodinného sídla, na pozemku ve vzdálenosti asi 500 metrů od hlavního náměstí zadal ve druhé polovině 19. století jirkovský textilní velkopodnikatel Karel Kühne (1830–1903), jeden z nejbohatších občanů města, po jehož smrti ji zdědila vdova Melitta.
Od ní budovu zakoupil Karel Kludský starší, majitel jednoho z největších cirkusových souborů v Evropě, Cirkus Kludský, který spolu s budovou zakoupil také rozsáhlé pozemky za ní, kde zřídil zimoviště cirkusového ansámblu a především jeho rozsáhlého zvěřince. Ten čítal rozličné druhy zde přebývajících zvířat: lvy, tygry a další šelmy, dále slony, zebry, tapíry, lamy a jiné. Vstupní brána vily byla pak osazena majestátními kovovými sochami lva a lvice. Budova posléze vešla ve městě ve známost jako Kludského vila. Karel Kludský starší v Jirkově také roku 1927 zemřel, vilu následně obývala rodina jeho syna Karla Kludského mladšího. 

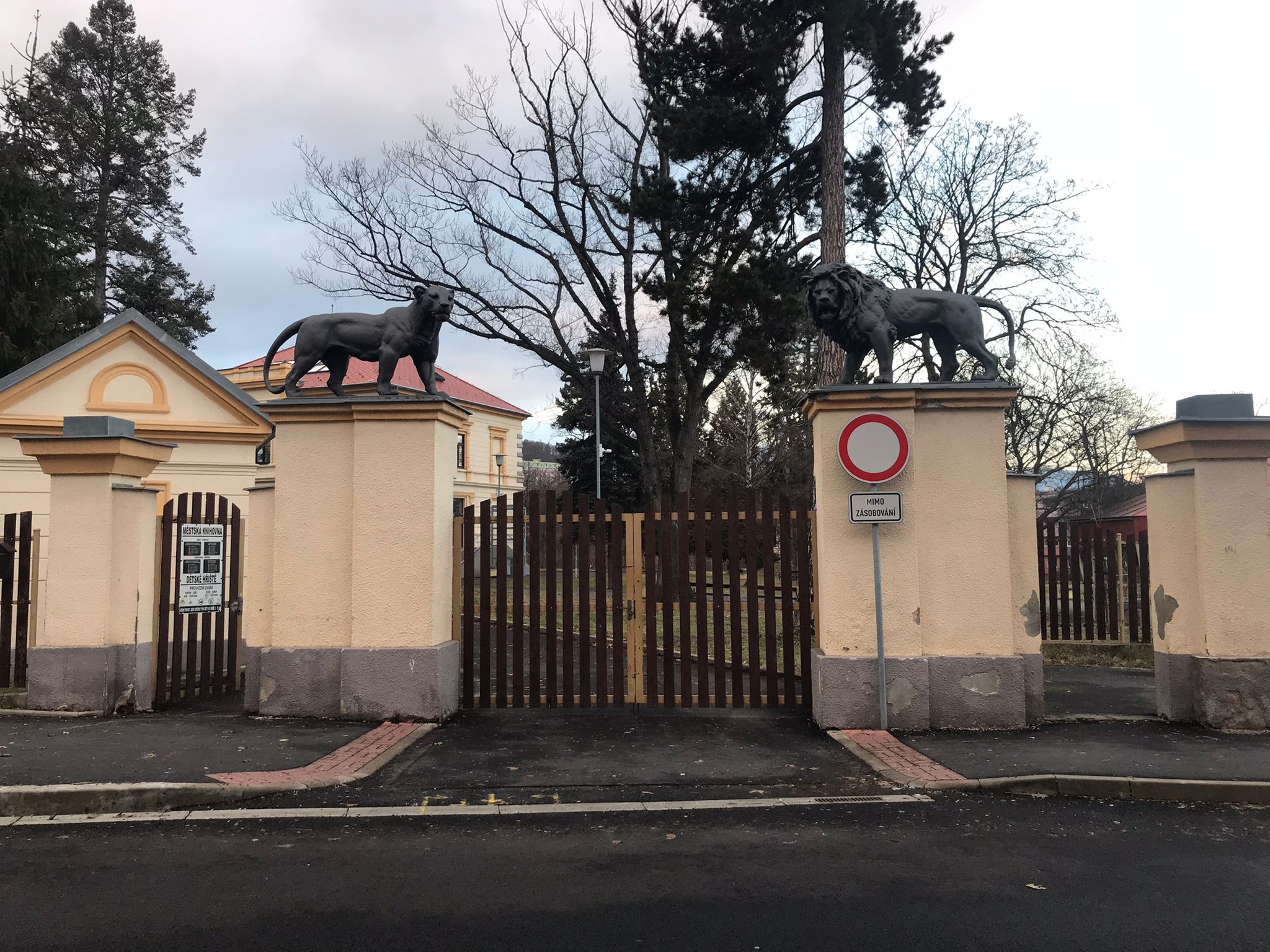
Vstupní brána se sochami lvů

Po únoru 1948 byl dům znárodněn a rodina Kludských vystěhována (Karel Kludský ml. žil pak v Jirkově v cirkusové maringotce). Stavba pak sloužila jako sídlo velitelství 1. praporu 3. pohraniční brigády ČSLA. Od roku 1968 pak budova sloužila jako školní objekt, od roku 2005 užívaly její prostory také neziskové a náboženské organizace. Roku 2010 byla dokončena kompletní rekonstrukce vily a následně zde bylo zřízeno hlavní sídlo Městské knihovny Jirkov.